# 546 Herodias
Herodias (asteroide 546) é um asteroide da cintura principal com um diâmetro de 66.02 quilómetros, a 2,3034971 UA. Possui uma excentricidade de 0,113407 e um período orbital de 1 529,63 dias (4,19 anos).
Herodias tem uma velocidade orbital média de 18,47826007 km/s e uma inclinação de 14,85676º.
Este asteroide foi descoberto em 10 de Outubro de 1904 por Paul Götz.